# Trichoglossum
Trichoglossum Boud. (włosojęzyk) – rodzaj grzybów z typu workowców (Ascomycota).

## Systematyka i nazewnictwo
Pozycja w klasyfikacji według Index FungorumGeoglossaceae, Geoglossales, Incertae sedis, Geoglossomycetes, Pezizomycotina, Ascomycota, Fungi.
Gatunki występujące w Polsce
- Trichoglossum hirsutum (Pers.) Boud. 1907 – włosojęzyk szorstki
- Trichoglossum variabile (E.J. Durand) Nannf. 1942 – włosojęzyk zmienny
- Trichoglossum walteri (Berk.) E.J. Durand 1908 – włosojęzyk krótkozarodnikowy

Nazwy naukowe na podstawie Index Fungorum. Nazwy polskie według M.A. Chmiel i rekomendacji Komisji ds. Polskiego Nazewnictwa Grzybów.